# アンチルクロムクドリモドキ
アンチルクロムクドリモドキ（学名Quiscalus niger）とは、スズメ目ムクドリモドキ科に分類される鳥。

## 生息地
- 北米